# 이무정 (배우)
이무정(李武正, 1941년 3월 11일 ~ 2021년 2월 24일)는 대한민국의 영화 배우이다. 서라벌예술대학을 졸업하고 1980년에 영화계에 데뷔했는데 당초 영화감독을 준비했으나   배우로 진로를 전향했다.
2021년 2월 24일에 간암으로 투병 생활을 하던 도중에  별세하였다.

## 출연작
- 부산갈매기 (1980년)
- 밤이 무너질 때 (1982년)
- 정염의 갈매기 (1983년)
- 뽕 (1985년) - 삼보 역
- 뽕2 (1988년) - 삼보 역
- 인신매매 (1989년)
- 뽕3 (1992년) - 삼보 역
- 살어리랏다 (1993년)
- 립스틱 짙게 바르고 (1996년)
- 깡패수업 2 (1999년)

## 수상
- 2000년 제8회 춘사영화제 특별연기상
- 2001년 제48회 대종상 영화제 특별연기상

1. ↑  이기은 (2021년 2월 24일). “‘뽕’ 김삼보 役 원로배우 이무정, 간암 투병 중 별세”. 티브이데일리. 2022년 9월 18일에 확인함.
2. ↑  이기은 (2021년 2월 24일). “‘뽕’ 김삼보 役 원로배우 이무정, 간암 투병 중 별세”. 티브이데일리. 2022년 9월 18일에 확인함.